# Ypthima newboldi
Ypthima newboldi är en fjärilsart som beskrevs av William Lucas Distant 1882. Ypthima newboldi ingår i släktet Ypthima och familjen praktfjärilar. Inga underarter finns listade i Catalogue of Life.